# Pasdoble

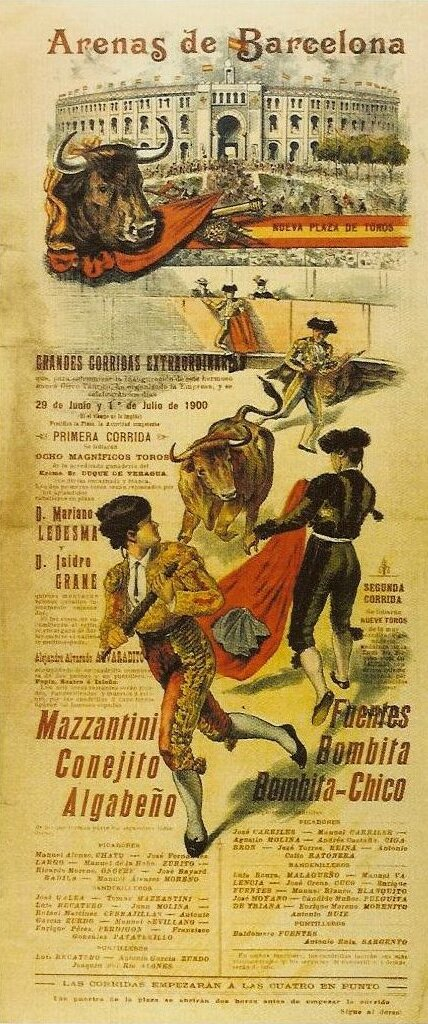
Cartell de Les Arenes a Barcelona, de 1900. La festa dels toros ha influït de manera notable en la creació i difusió del pasdoble torero.

El pasdoble és una forma musical festera, curta, executada normalment pel carrer per les bandes de música i que prové de les desfilades militars. Té ritme binari, per a poder caminar mentre s'executa. La seua velocitat aproximada és de 120 negres per minut. Té melodies alegres i caràcter típic de la música espanyola. El mateix nom, pasdoble, és una referència al ritme i al ball.
És una forma que sols es conrea a Espanya, i que forma part del seu folklore, on més s'ha conreat és al País Valencià.
Hi ha molts tipus de pasdobles segons l'ocasió i el lloc on s'utilitzen, alguns d'aquests són: pasdobles taurins, pasdobles de saló, pasdobles marxa, pasdobles dianers, pasdobles de concert...

## Estructura
La seva estructura musical parteix d'un ritme binari, que consta d'una introducció a partir de l'acord dominant de la peça, seguida d'un primer fragment basat en el to principal i d'una segona part, anomenada "el trío", basada en la nota subdominant, basada, una vegada més, en l'acord dominant. Cada canvi va precedit per un breu. L'últim segment del pasdoble sol ser "el trío" amb força.
Els diferents tipus de pasdobles –popular, taurí, militar– poden variar en el ritme. Els pasdobles taurins són els més lents i els populars són més ràpids i sovint incorporen la veu. El pasdoble tal com el coneixem va començar a Espanya, però ara es practica en una gran varietat de nacions hispàniques. Cada regió ha desenvolupat el seu propi subgènere i estil personal de pasdoble, ajustant alguns aspectes formals de l'estructura per adaptar-se a la seva tradició musical local. A l'Espanya moderna, la composició de pasdobles més prolífica té lloc a la costa valenciana, associada a les festes de moros i cristians i les falles.
La forma de ball és molt lliure pel que fa a les figures. Els ballarins han de romandre l'un davant de l'altre, i mantenir els seus cossos paral·lels en tot moment, inclinats lleugerament cap a l'esquerra. Han de fer un pas per tempo. La mà esquerra de l'home i la mà dreta de la dona han de romandre unides quasi permanentment. A banda d'això, s'accepten gairebé tots els moviments i figures, la qual cosa permet espai per a la creativitat. El ball pot ser semblant al d'un pas, excepte per la velocitat i el nombre de passos fets.

## Història
L'origen d'aquesta forma de música és discutit.
Les dades que es coneixen, gràcies a les evidències físiques històriques, són que a Espanya hi ha partitures de pasdoble que daten de 1780; que es va incorporar a les comèdies i es va adoptar com a pas reglamentari per a la infanteria espanyola; i que la música no es va introduir en les corrides de toros fins al segle xviii.
Una hipòtesi suggereix, basant-se en l'etimologia del nom, que procedeix del francès pas-redouble, una forma de marxa ràpida de la infanteria francesa a la fi del segle xviii. Es considera que té característiques tant espanyoles com franceses. Els passos moderns contenen sovint termes francesos, però el ball s'assembla a la naturalesa de la corrida de toros. Es diu que va sorgir de la cultura del sud de França durant la dècada del 1930. Els partidaris d'aquesta hipòtesi, en la seva majoria musicòlegs francesos, van suggerir que el pasdoble era una forma que els francesos representessin les tècniques utilitzades en les corrides de toros espanyoles. Aquesta hipòtesi no explica la presència de partitures que daten de 1780, que la infanteria espanyola ja marxava al pasdoble abans que el fes l'exèrcit francès i que els musicòlegs francesos solen referir-se als moviments o temes relacionats amb les corrides de toros, peculiaritat que no té sentit ja que a Espanya es va associar a la tauromàquia molt de temps després.
Una hipòtesi basada en les figures i el ritme lliures de la dansa afirma que el seu ritme binari i el seu moviment moderat apunten a un origen en la música i les danses tradicionals espanyoles de principis del segle xvi. Aquestes danses, desenvolupades entorn de 1538, eren una combinació gradual de la música i les danses castellanes (seguidilles) amb el garrotín, una dansa de parelles romanes ràpida i repetitiva, adaptada en forma de marxa.
El musicòleg José Subirá considera que l'origen de la melodia va ser una combinació de marxes militars i música lleugera del teatre popular espanyol que a poc a poc va anar calant en els 'ntremesos" de les obres més respectables.
Altres diuen que el ball del pasdoble va sorgir en la dècada de 1920 com a resposta al foxtrot. És un ball agafat, en què els dansaires van agafats a la manera dels balls anglesos però amb els braços més alts, fent que els ballarins siguin més a prop. El pas bàsic és dels més senzills dels balls de saló, ja que sempre és esquerra, dreta, esquerra, dreta... i sempre al mateix ritme, quan el noi es mou endavant, la noia ho fa enrere, i quan el noi mou la cama dreta, la noia mou la cama esquerra.

### Altres
Alguns toreros famosos han estat homenatjats amb melodies de pasdoble que porten el seu nom. Altres melodies s'han inspirat en motius patriòtics o en personatges locals. El pasdoble és molt conegut i s'utilitza avui dia en els concursos de ball.
Durant els primers anys del segle xx, el pasdoble va passar a formar part del repertori dels músics italoestadounidenses de San Francisco que tocaven en l'estil ballo liscio. Quatre pasdobles van ser recollits per Sidney Robertson Cowell per al WPA Califòrnia Folk Music Project el 1939 per bandes mexicanes de festa de noces amb mandolina, guitarra i violí.

### Pasdobles més coneguts
- Taurinos: España cañí, La Gràcia de Dios, El gato montés, Viva el pasodoble, Tercio de Quitas, Pan y toros, Cielo Andalúz, La morena de mi copla, Francisco Alegre (de Manuel López-Quiroga Miquel, Rafael de Lleó i Antonio Quintero, 1948), Amparito Roca, El beso, Plaza de las Ventas, Pepita Greus dedicat a la poetessa del mateix nom i La Verge de la Macarena.[9][10]

- Militares: Soldadito espanyol, El abanico, San Marcial o Los Voluntarios.

- Populares: Suspiros de España, L'Entrada, No té vayas de Navarra, Los nardos, Las Corsarias, Islas Canarias, En el mundo, Costa Dorada, Brisss de Málaga, València.

- Banda: Paquito el Chocolatero, Fiesta en Benidorm, Ls Entrada, Petrel Pasodoble, Alegria Agostense, Educandos de Benejuzar, Pepe Antón, Idella, Pirata quiero ser, Xàbia, Abanderadas, El Plomet, entre altres.[11]

#### Pasdobles mexicans
També s'han de destacar fantàstics pasdobles del mestre mexicà Agustín Lara com Silverio Pérez, El Novillero o Fermín.

#### Pasdobles porto-riquenys
Ecos de Puerto Rico (El Maestro Ladi), Alma Boricua, El gallo, la gallina y la guinea (compost pel Mestre Ladi), Morena (Noro Morales), Cuando pienso en España (Juan Peña Reyes), Reminiscencias (Juan Peña Reyes), El trueno (Juan Peña Reyes), Himno a Humacao (Miguel López), Sol andaluz (Manuel Peña Vázquez), Alegría en Batey (Rafael González Peña II).

#### Pasdobles colombians
Cal destacar que el pasdoble taurí Feria de Manizales és emblemàtic de la ciutat colombiana de Manizales. Va ser compost el 1957, amb lletra de Guillermo González Ospina i música de Juan Mari Asins. La Fira de Manizales es duu a terme al gener i es basa en el desenvolupament d'activitats culturals, corregudes de toros, balls i desfilades amb cadascuna de les candidates que competeixen en el Regnat Internacional de Cafè.

#### Pasdobles equatorians
Es va popularitzar a l'Equador durant el segle xix. Les cançons generalment es poden classificar entre els que tenen temes militars, toreros i fúnebres. Sent la segona d'ells un dels més populars de l'Equador. Anteriorment es coneix que aquestes cançons estaven vinculades a les festes de fundació de les ciutats. Un exemple d'aquest gènere musical a l'Equador és Sangre Ecuatoriana"; de Julio Cañizal Cárdenas. Per la naturalesa d'aquest gènere és un dels quals més lligats als polítics va estar en els seus inicis. Per estar raó existeixen cançons com El General Plaza, del compositor Pedro Pablo Traversari Salazar (1874-1956); o també el tema titulat simplement Eloy Alfaro, de José Casimiro Arellano (1880-1970).

### Estudiantines i pasdobles
Una de les maneres per les quals s'ha mantingut viu aquest ritme, a part de les bandes de música, són les estudiantines, agrupacions musicals universitàries, provinents del segle. Avui dia, els pasdobles formen part important del repertori d'aquestes agrupacions, siguin d'Espanya o d'altres universitats del món. Un dels elements característics dels pasdobles interpretats per les estudiantines és la seva vistositat, ja que, a més, s'acompanyen amb certes piruetes: Fantasia de pandereta (tocar l'instrument amb diferents part del cos, segle xii perdre el ritme), Ball de bandera (moure l'estendard de l'estudiantina al ritme de la cançó), el Ball de capa (agitar la capa emulant el moviment dels toreros). Moltes estudiantines tenen un pasdoble creat per ells mateixos.

## Pasdoble en ball de saló
En el ball de saló s'utilitza molt el pasdoble. Moltes cançons de pasdoble per a ball de saló són variacions d'Espanya Cañí. La cançó té pauses o punts culminants en posicions fixes en la cançó (dos punts culminants en els nivells del pla d'estudis, tres punts culminants i una cançó més llarga en els nivells oberts). Els punts culminants emfatitzen la música i són més potents que altres parts d'aquesta. Normalment, els ballarins adopten una posa dramàtica i després mantenen la posició fins al final del moment culminant. Tradicionalment, les rutines de pasdoble es coreografían perquè coincideixin amb aquests punts culminants, així com amb les frases musicals. En conseqüència, la majoria de les melodies de pasdoble de saló s'escriuen amb punts culminants similars (els que no els tenen, simplement s'eviten en la competició).
A causa de la seva tradició fortament coreografiada, el pasdoble de saló es balla sobretot en competició, gairebé mai socialment o sense una rutina prèviament apresa. No obstant això, a Espanya, França, Vietnam, Colòmbia, Costa Rica i algunes parts d'Alemanya es balla socialment com a ball dirigit (sense coreografia). A Veneçuela, el pasdoble és gairebé un ball imprescindible en noces i grans festes. Es va fer especialment famós gràcies a la reeixida cançó Guitarra Espanyola dels Melòdics.
Aquest ball va guanyar popularitat als Estats Units el 1930. Va ser molt difícil aconseguir una gran popularitat. Tots els moviments són bruscos i ràpids. El pasdoble ocupa molt espai, la qual cosa el limita a ocasions especials.
En el ball de competició, el pasdoble modern es combina amb altres quatre balls (samba, chachachá, rumba i jive) sota el la classificació International Latin. Segons la classificació de la IDSF, el pasdoble modern consta de dues parts de ball i una pausa intermèdia per als ballarins de classe D, i de tres parts i dues pauses intermèdies per als ballarins de classe C, B i A. Els ballarins de classe inferior a la D solen executar únicament quatre balls oficials del Programa Llatinoamericà, que exclou el pasdoble.